# Graafschap Rietberg

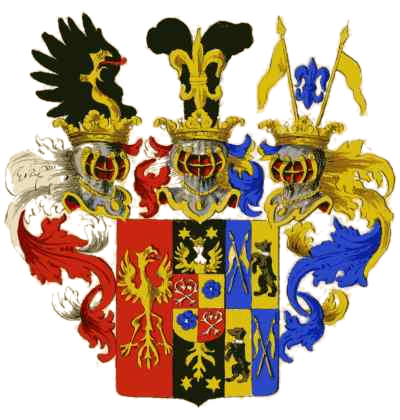
Wapen van het Graafschap Rietberg in zijn vorm vanaf 1699.

Rietberg was een tot de Nederrijns-Westfaalse Kreits behorend graafschap binnen het Heilige Roomse Rijk.
In de twaalfde eeuw bouwde een jongere tak van de graven van Arnsberg de burcht Rietberg. Sinds 1237 noemen zij zich graaf van Rietberg. In 1353 wordt het kleine graafschap rijksonmiddellijk. Hoewel Rietberg sinds 1456 een leen is van het landgraafschap Hessen, weten de graven toch zelfstandig te blijven.
In 1533 wordt de Reformatie ingevoerd.
De laatste graaf, Jan II de Dolle, erft van zijn moeder Onna van Esens in 1540 het Harlingerland met Esens, Stedesdorf en Wittmund. Hij wordt in 1557 door troepen van de Nederrijns-Westfaalse Kreits in zijn burcht belegerd en gevangengenomen. Tot zijn dood in 1562 wordt hij gevangen gehouden in Keulen.
Zijn dochter Irmgard is gehuwd met graaf Erik van Hoya en haar zuster Walburga met graaf Enno III van Oost-Friesland. Zowel de graven van Hoya als van Oost-Friesland maken daarom aanspraak op de erfenis. Omdat Irmgard geen nakomelingen heeft, komt het graafschap in 1562/77 aan Oost-Friesland. In 1600 staat Enno III in het verdrag van Berum het graafschap af aan zijn dochter Sabina, terwijl het Harlingerland met Oost-Friesland wordt verenigd.
Sabina is gehuwd met haar oom Jan III van Oost-Friesland en zij zijn de stichters van een Oost-Friese zijtak te Rietberg.
Onder invloed van haar echtgenoot wordt zij katholiek en voert de Contrareformatie in.
In 1690 sterft de tak Oost-Friesland-Rietberg uit en komt het graafschap ten gevolge van het huwelijk van Maria Ernestine van Rietberg met graaf Maximiliaan Ulrich van Kaunitz aan deze familie. Deze familie komt zelden in het graafschap en laat het land door ambtenaren regeren. Het slot raakt in verval en wordt in 1802 afgebroken.
De graaf van Kaunitz wordt op 8 april 1764 verheven tot rijksvorst Kaunitz-Rietberg.
In de Reichsdeputationshauptschluss van 25 februari 1803 krijgt de vorst van Kaunitz in paragraaf 32 een stem voor Rietberg in de Rijksdag. In de nieuwe rangorde van de vorstenraad is het nummer 123.
In 1807 wordt het graafschap bij het koninkrijk Westfalen ingelijfd. Na de val van Napoleon wordt het graafschap in 1815 door het Congres van Wenen aan het koninkrijk Pruisen toegekend.

## Regenten
| regering          | naam                      | geboren      | overleden   | familie                           |
| ----------------- | ------------------------- | ------------ | ----------- | --------------------------------- |
| 1313-1347         | Otto I                    |              | 1347        |                                   |
| 1347-1365         | Koenraad III              | voor 1342    | na 1365     | zoon                              |
| 1365-1389         | Otto II                   | voor 1358    | 18-7-1389   | zoon                              |
| 1381/9-1431       | Koenraad IV               |              | 1431        | zoon                              |
| 1431/49-1481      | Koenraad V                |              | 1449/81     | zoon                              |
| 1465/81-1516      | Jan I                     | circa 1450   | 16-2-1516   | zoon                              |
| 1516-1535         | Otto III                  |              | 18-12-1535  | zoon                              |
| 1520/35-1552      | Otto IV                   | voor 1520/35 | 1552        | zoon                              |
| 1535/52-1562      | Jan II                    |              | 9-12-1562   | halfbroer                         |
| 1564-1583         | Irmgard                   | circa 1551   | 31-8-1583/5 | dochter                           |
| 1562-1586         | Walburga                  | circa 1557   | 20-5-1586   | zuster                            |
| 1586/1600-1616/18 | Sabina Catharina          | 1582         | 1616/18     | dochter                           |
| 1618-1625         | Jan III                   | 1566         | 29-9-1625   | echtgenoot                        |
| 1616/18/25-1640   | Ernst Christof            | 1616/18/25   | 31-12-1640  | zoon                              |
| 1640-1660         | Jan II                    |              | 7-8-1660    | broer                             |
| 1660-1677         | Frederik Willem           |              | 1677        | zoon                              |
| 1677-1687         | Ferdinand Maximiliaan     | 1653         | 10-6-1687   | broer                             |
| 1687-1690         | Frans Adolf Willem        |              | 1690        | broer                             |
| 1690-1758         | Maria Ernestine Francisca | 5-8-1687     | 1-1-1758    | dochter van Ferdinand Maximiliaan |
| 1758-1794         | Wenzel Anton              | 3-2-1711     | 27-6-1794   | zoon                              |
| 1794-1807         | Dominiek Andreas II       | 2-6-1739     | 24-11-1812  | zoon                              |